# Großsteingrab Udleire By 1
Das Großsteingrab Udleire By 1 war eine megalithische Grabanlage der jungsteinzeitlichen Nordgruppe der Trichterbecherkultur im Kirchspiel Ølstykke in der dänischen Kommune Egedal. Es wurde im 19. oder frühen 20. Jahrhundert zerstört.

## Lage
Das Grab lag südöstlich von Ølstykke Stationby am Nordrand eines baumbestandenen Areals östlich des Grundstücks Frederikssundsvej 235. In der näheren Umgebung gibt bzw. gab es zahlreiche weitere megalithische Grabanlagen.

## Forschungsgeschichte
Im Jahr 1875 führten Mitarbeiter des Dänischen Nationalmuseums eine Dokumentation der Fundstelle durch. Zu dieser Zeit war die Anlage nur noch in Resten erhalten. Bei einer weiteren Dokumentation im Jahr 1942 waren keine baulichen Überreste mehr auszumachen.

## Beschreibung
Die Anlage besaß eine ostnordost-westsüdwestlich orientierte rechteckige Hügelschüttung, die 1875 noch auf einer Länge von 19 m erhalten war. Die Breite betrug 6,5 m. Über eine mögliche steinerne Umfassung ist nichts bekannt.
Der Hügel enthielt eine Grabkammer, die wohl als Urdolmen anzusprechen ist. Sie war ostnordost-westsüdwestlich orientiert und hatte einen rechteckigen Grundriss. Sie hatte eine Länge von 1,3 m, eine Breite von 0,7 m und eine Höhe von 0,8 m. Die Kammer bestand aus vier Wandsteinen, der Deckstein fehlte 1875 bereits.